# Pilar Jáuregui
Pilar Jáuregui (nacida el 24 de junio de 1988) es una deportista peruana de parabádminton en competencias internacionales de élite. Fue campeona de los Juegos Parapanamericanos y fue seleccionada para competir en los Juegos Paralímpicos  en el debut de su deporte. Fue una exjugadora de baloncesto en silla de ruedas que compitió en los Juegos Parapanamericanos del 2015.
Pilar en julio de 2023 recibió dos Laureles Deportivos que son la máxima distinción que el Estado peruano otorga a un deportista.

## Logros

### Circuito Mundial de Parabádminton de la BWF (10 títulos, 3 subcampeonatos)
El Circuito Mundial de Parabádminton de la BWF: los torneos de Grado 2, Nivel 1, 2 y 3 han sido sancionados por la Federación Mundial de Bádminton a partir de 2022.
Singles femeninos
| Año  | Torneo                                   | Nivel   | Adversario                        | Puntaje             | Resultado   |
| ---- | ---------------------------------------- | ------- | --------------------------------- | ------------------- | ----------- |
| 2022 | Parabádminton Internacional Español II   | Nivel 2 | Ilaria Renggli                    | Walkover            | Subcampeona |
| 2022 | Brasil Parabádminton Internacional       | Nivel 2 | Ammu Mohan                        | 21–10, 21–4         | Ganadora    |
| 2022 | Brasil Parabádminton Internacional       | Nivel 2 | Aline De Oliveira Cabral          | 21–5, 21–14         | Ganadora    |
| 2022 | Brasil Parabádminton Internacional       | Nivel 2 | Maria Gilda Dos Santos Do Antunes | 21–9, 21–10         | Ganadora    |
| 2022 | Perú Para-Bádminton Internacional        | Nivel 2 | Maria Gilda Dos Santos Do Antunes | 21–2, 21–2          | Ganadora    |
| 2023 | Internacional de Parabádminton de España | Nivel 2 | Yuma Yamazaki                     | 21–15, 21–19        | Ganadora    |
| 2023 | Internacional de Parabádminton de España | Nivel 1 | Yuma Yamazaki                     | 15–21, 21–16, 12–21 | Subcampeona |
| 2023 | Brasil Parabádminton Internacional       | Nivel 2 | Ilaria Renggli                    | 21–19, 21–13        | Ganadora    |

Dobles mixtos
| Año  | Torneo                             | Nivel   | Pareja                         | Adversario                                                    | Puntaje            | Resultado |
| ---- | ---------------------------------- | ------- | ------------------------------ | ------------------------------------------------------------- | ------------------ | --------- |
| 2022 | Brasil Parabádminton Internacional | Nivel 2 | Silvia Silva Arizapana         | Maria Gilda Dos Santos Do Antunes Auricélia Nunes Evangelista | 21–8, 14–21, 21–14 | Ganadora  |
| 2022 | Brasil Parabádminton Internacional | Nivel 2 | Silvia Silva Arizapana         | Ammu Mohan Andreia Cristina Santa Rosa Farias                 | 21–3, 21–5         | Ganadora  |
| 2022 | Brasil Parabádminton Internacional | Nivel 2 | Silvia Silva Arizapana         | Aline De Oliveira Cabral Milani Maria Silva Gomes             | 21–17, 21–16       | Ganadora  |
| 2022 | Brasil Parabádminton Internacional | Nivel 2 | Silvia Silva Arizapana         | Ana Gomes Daniele Torres Souza                                | 21–12, 21–11       | Ganadora  |
| 2022 | Perú Para-Bádminton Internacional  | Nivel 2 | Jaqueline Karina Burgos Javier | Amy Burnett Aline De Oliveira Cabral                          | 21–11, 21–6        | Ganadora  |
| 2022 | Perú Para-Bádminton Internacional  | Nivel 2 | Jaqueline Karina Burgos Javier | Maria Gilda Dos Santos Do Antunes Auricélia Nunes Evangelista | 21–11, 21–10       | Ganadora  |
| 2022 | Perú Para-Bádminton Internacional  | Nivel 2 | Jaqueline Karina Burgos Javier | Ana Gomes Daniele Torres Souza                                | 21–8, 21–15        | Ganadora  |

Dobles mixtos
| Año  | Torneo                                   | Nivel   | Pareja        | Adversario                                               | Puntaje      | Resultado   |
| ---- | ---------------------------------------- | ------- | ------------- | -------------------------------------------------------- | ------------ | ----------- |
| 2022 | Parabádminton Internacional Español II   | Nivel 2 | Yuri Ferrigno | David Follett Ilaria Renggli                             | Walkover     | Subcampeona |
| 2022 | Brasil Parabádminton Internacional       | Nivel 2 | Yuri Ferrigno | Sergio Barreto Santana Maria Gilda Dos Santos Do Antunes | 21–9, 21–8   | Ganadora    |
| 2022 | Perú Para-Bádminton Internacional        | Nivel 2 | Ryu Dong-hyun | Jaime Aranguiz Ana Gomes                                 | 21–5, 21–10  | Ganadora    |
| 2023 | Internacional de Parabádminton de España | Nivel 2 | Yuri Ferrigno | Yu Soo-young Kwon Hyun-ah                                | 23–21, 21–19 | Ganadora    |
| 2023 | Brasil Parabádminton Internacional       | Nivel 2 | Yuri Ferrigno | Yu Soo-young Kwon Hyun-ah                                | 21–15, 21–15 | Ganadora    |

## Enlaces web
- Esta obra contiene una traducción  derivada de «Pilar Jáuregui» de Wikipedia en inglés, publicada por sus editores bajo la Licencia de documentación libre de GNU y la Licencia Creative Commons Atribución-CompartirIgual 4.0 Internacional.

- Datos: Q84382730